# Comuna Șevcenkove, Sneatîn
Șevcenkove (în ucraineană Шевченкове) este o comună în raionul Sneatîn, regiunea Ivano-Frankivsk, Ucraina, formată din satele Rojnevi Polea, Șevcenkove (reședința) și Zibranivka.

## Demografie
Componența lingvistică a comunei Șevcenkove
     Ucraineană (99,63%)
     Alte limbi (0,31%)
Conform recensământului din 2001, majoritatea populației comunei Șevcenkove era vorbitoare de ucraineană (99,63%), existând în minoritate și vorbitori de alte limbi.